# COVID-19-Pandemie in Nepal
Die COVID-19-Pandemie in Nepal tritt als regionales Teilgeschehen des weltweiten Ausbruchs der Atemwegserkrankung COVID-19 auf und beruht auf Infektionen mit dem Ende 2019 neu aufgetretenen Virus SARS-CoV-2 aus der Familie der Coronaviren. Die COVID-19-Pandemie breitet sich seit Dezember 2019 von China ausgehend aus. Ab dem 11. März 2020 stufte die Weltgesundheitsorganisation (WHO) das Ausbruchsgeschehen des neuartigen Coronavirus als Pandemie ein.

## Verlauf
Am 5. Januar 2020 wurde der erste COVID-19-Fall in Nepal bestätigt. In den WHO-Situationsberichten tauchte dieser Fall erstmals 20 Tage darauf, am 25. Januar 2020 auf.
Zunächst stieg die Zahl der Infizierten sehr langsam an und am 7. Mai 2020 waren es über 100. Dann beschleunigte sich der Prozess und am 11. Mai waren es über 200, am 17. Mai über 300 und zwei Tage später über 400 Infizierte.
Im Mai 2021 hat sich die Situation dramatisch verschlechtert.

## Statistik
Im Jahr 2020 gab es 260.593 positiv getestete Personen, davon 252.359 Genesene und 1.856 Verstorbene (Stand 1. Januar 2021, 10 Uhr). Auf eine Million Einwohner kamen 8.844 Infektionen und 62 Tote (Stand 27. Dezember 2020, 10 Uhr). Die Fallzahlen entwickelten sich während der COVID-19-Pandemie in Nepal wie folgt:

### Infektionen

Bestätigte Infizierte in Nepal nach Daten der WHO. Oben kumuliert, unten Tageswerte

### Todesfälle

Bestätigte Todesfälle in Nepal nach Daten der WHO. Oben kumuliert, unten Tageswerte